# Юрій (Григорій) Штехер
Юрій (Григорій) Штехер — львівський міщанин і дідич німецького походження другої половини XIV ст (Княжа доба) і володар Винник (1352 р. — кінець XIV ст.). Внук першого львівського війта Бертольда Штехера і син львівського війта Матеуса Штехера
7 листопада 1378 р. Владислав Опольський (намісник угорського короля в Галичині) підтвердив право на землі с. Малі Винники Юрію (Григорію) Штехеру.
Право на володіння Винниками підтвердив польський король Казимир III своїм привілеєм від 22 серпня 1352 р. Ця грамота містить першу письмову згадку про Винники.